# Vindullus kratochvili
Vindullus kratochvili är en spindelart som beskrevs av Lodovico di Caporiacco 1955. Vindullus kratochvili ingår i släktet Vindullus och familjen jättekrabbspindlar.
Artens utbredningsområde är Venezuela. Inga underarter finns listade i Catalogue of Life.